# Ламонт (лунный кратер)
Кратер Ламонт (лат. Lamont), не путать с кратером Ламонт на Марсе, — остатки большого ударного кратера в западной части Моря Спокойствия на видимой стороне Луны. Название присвоено в честь немецкого астронома Иоганна Ламонта (1805—1879) и утверждено Международным астрономическим союзом в 1935 г.

## Описание кратера

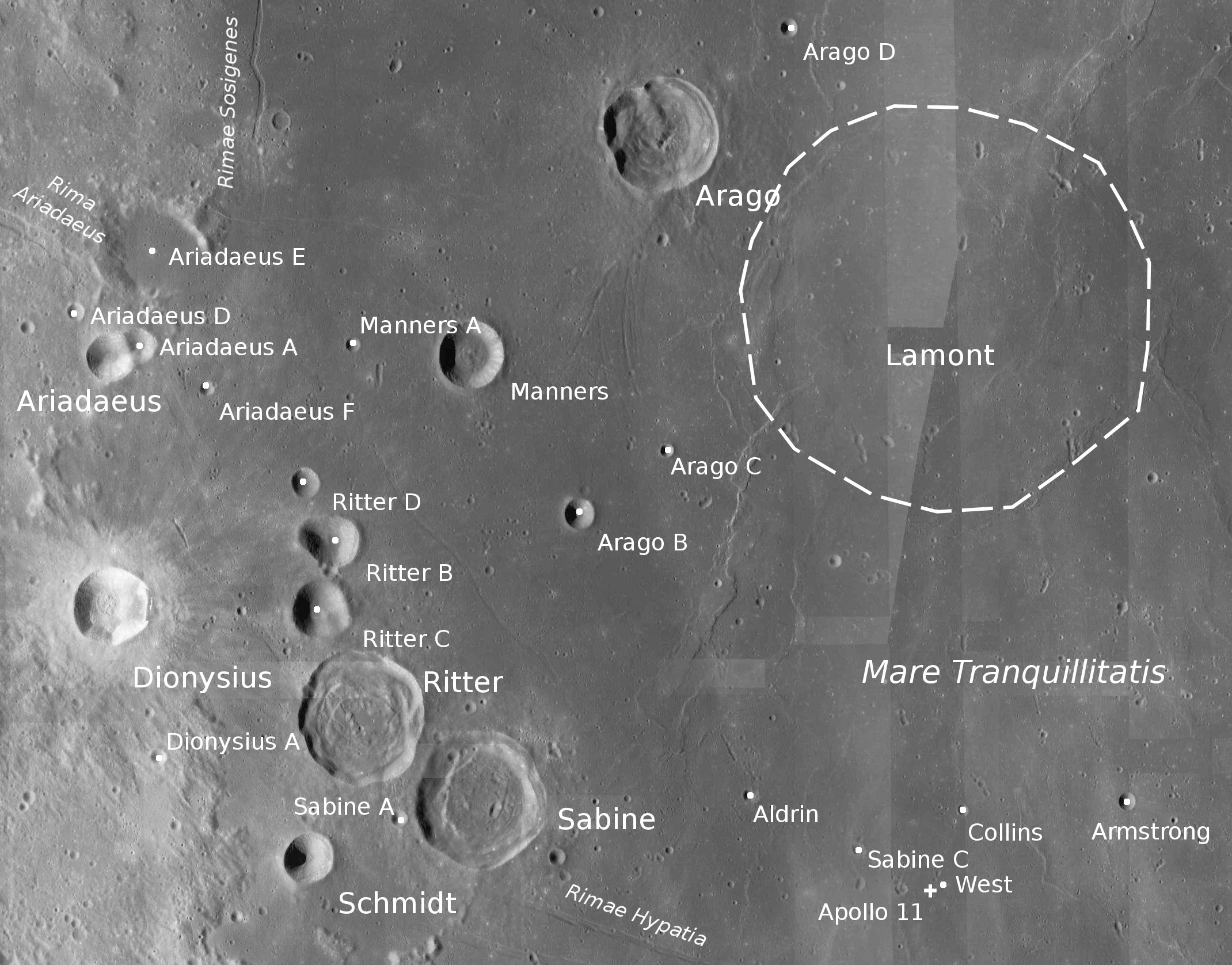
Окрестности кратера Ламонт. Снимок зонда Lunar Reconnaissance Orbiter.

Ближайшими соседями кратера являются кратер Маннерс на западе; кратер Араго на северо-западе; кратер Каррель на северо-востоке; кратеры Олдрин, Коллинз и Армстронг на юге и кратеры Риттер и Сабин на юго-западе. Селенографические координаты центра кратера 5°08′ с. ш. 23°19′ в. д. / 5,14° с. ш. 23,32° в. д., диаметр 83,2 км, глубина 2,9 км.

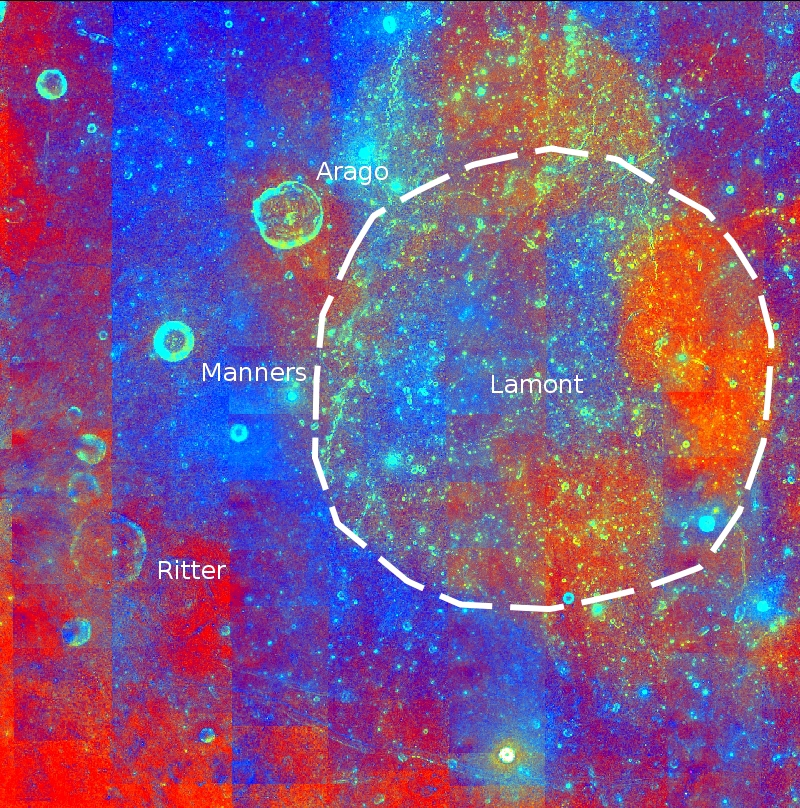
Снимок камеры ультрафиолетового/видимого спектра зонда Clementine.

Кратер Ламонт полностью затоплен лавой над поверхностью которой выступает лишь скопление кольцевых и радиальных хребтов, внутреннее кольцо хребтов имеет диаметр 60 км, внешнее около 120 км. Радиальные хребты исходят из центра кратера, кроме восточной и западной части. Высота хребтов составляет лишь несколько сотен метров, ширина до 5 км, заметны хребты лишь при низких углах освещения Солнцем. В кратере обнаружен маскон — крупная положительная гравитационная аномалия. 

## Сателлитные кратеры
Отсутствуют.

## См.также
- Список кратеров на Луне
- Лунный кратер
- Морфологический каталог кратеров Луны
- Планетная номенклатура
- Селенография
- Минералогия Луны
- Геология Луны
- Поздняя тяжёлая бомбардировка